# Verbandsgemeinde Altenahr
De Verbandsgemeinde Altenahr is een verbandsgemeinde in het Duitse district Ahrweiler in de Duitse deelstaat Rijnland-Palts. Het omvat het middelste deel van het district. Het gemeentehuis staat in Altenahr.

## Gemeenten
Tot de verbandsgemeinde Altenahr behoren twaalf Ortsgemeinden.
| Ortsgemeinde              | Oppervlakte (km²) | inwoners |
| ------------------------- | ----------------- | -------- |
| Ahrbrück                  | 12,56             | 1.182    |
| Altenahr                  | 14,84             | 1.893    |
| Berg                      | 19,05             | 1.285    |
| Dernau                    | 5,72              | 1.746    |
| Heckenbach                | 27,34             | 255      |
| Hönningen                 | 10,02             | 1.047    |
| Kalenborn                 | 4,33              | 662      |
| Kesseling                 | 31,17             | 600      |
| Kirchsahr                 | 6,10              | 359      |
| Lind                      | 12,35             | 517      |
| Mayschoß                  | 5,66              | 893      |
| Rech                      | 4,69              | 555      |
| Verbandsgemeinde Altenahr | 153,82            | 10.994   |

(inwoneraantal op 31 december 2015)

## Partnerstad
De Verbandsgemeinde Altenahr onderhoudt partnerschappen met de Hongaarse gemeente Mártély en de Belgische gemeente Sint-Pieters-Leeuw.